# تيد مورغان
تيد مورغان (بالإنجليزية: Ted Morgan)‏ هو كاتب سير ومؤرخ وصحفي وكاتب أمريكي، ولد في 30 مارس 1932 في جنيف في سويسرا.